# جوش وايت جونيور
جوش وايت جونيور (بالإنجليزية: Josh White Jr.)‏ هو موسيقي أمريكي، ولد في 30 نوفمبر 1940 في نيويورك في الولايات المتحدة.

## وصلات خارجية
- جوش وايت جونيور على موقع IMDb (الإنجليزية)
- جوش وايت جونيور على موقع ميوزك برينز (الإنجليزية)
- جوش وايت جونيور على موقع أول ميوزيك (الإنجليزية)
- جوش وايت جونيور على موقع ديسكوغز (الإنجليزية)